# Вежа Джеймса Джойса

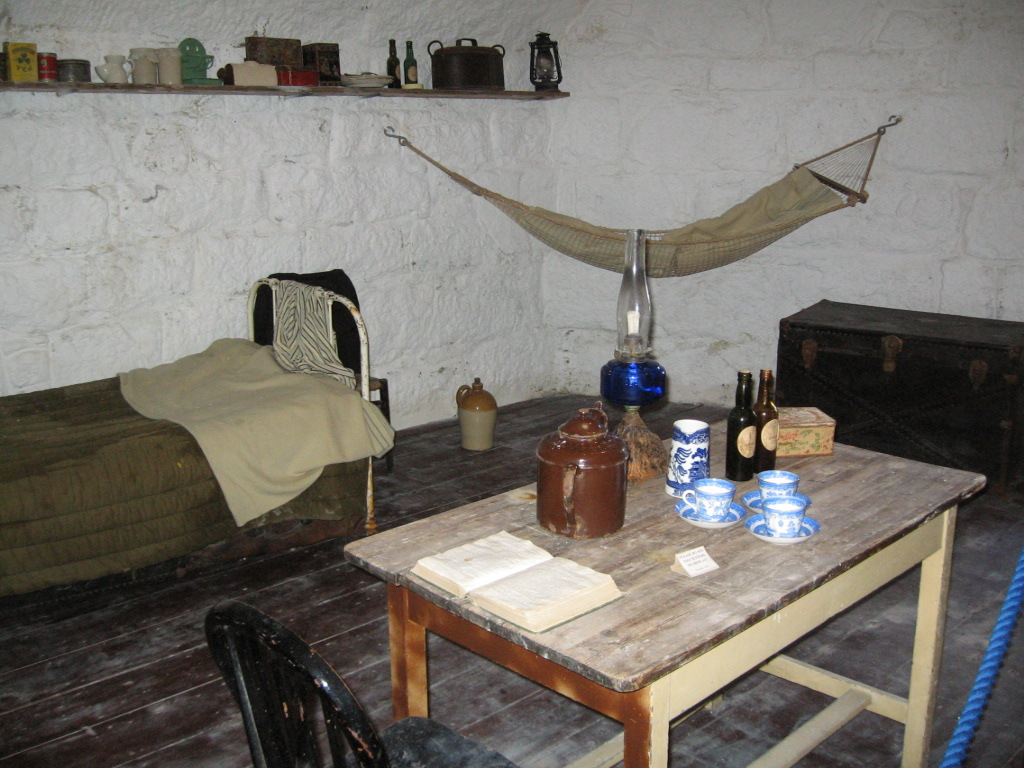
«Кімната Джойса»

Вежа Джеймса Джойса (англ. James Joyce Tower) — музей та одна з визначних пам'яток, що пов'язана з життям і творчістю письменника Джеймса Джойса. Розташована за 13 миль на південь від Дубліна, Ірландія.

## Короткий опис
Вежа була побудована в 1804 році для захисту від можливого вторгнення наполеонівських військ. У 1904 році споруда стала здаватися в оренду, її першим мешканцем був поет, а на той час студент-медик Олівер Гогарті, який запросив погостювати у себе письменника Джеймса Джойса. До моменту передбачуваного візиту Джойс зіпсував відносини з господарем башти, образливо відгукнувшись про нього в одному зі своїх творів. Олівер не скасував запрошення, тож Джойс у 1904 році гостював у вежі 6 днів. Разом з Гогарті вони ходили на екскурсії, але за тиждень ситуація значно загострилася — однієї ночі господар вистрілив із пістолета поверх голови Джойса, при цьому останньому довелося рятуватися втечею. Олівер Гогарті був увічнений Джойсом в романі «Улісс» в образі Бака Малліґена (англ. Buck Mulligan). Саме з опису Вежі починається й сам знаменитий роман.
У цей час на двох поверхах знаходиться експозиція, присвячена Джеймсу Джойсу, який обрав вежу як місце дії першого розділу роману «Улісс». Одна з кімнат відтворена в тому вигляді, в якому описана в книзі. У колекції музею зберігаються оригінальні меблі з часу відвідин Джойса, зокрема ліжко, на якому він спав, а також його листи, численні фотографії, посмертна маска Джойса, особисті речі письменника та рідкісні видання його творів. Щороку 16 червня у музеї та у всьому Дубліні відзначають так званий День Блюма (Bloomsday) на згадку про Джойса і його роман Улісс. Перше таке святкування відбулося у 1954 році, тоді група ірландських письменників на пошанування Джойса організувала похід до саме до цієї Вежі.